# Fernanda Laguna
Fernanda Laguna (1972, Buenos Aires, Argentina) és una artista visual, escriptora i comissària que ha participat en diferents projectes en diversos països llatinoamericans; també ha col·laborat amb algunes institucions privades i governamentals com a comissària i com a artista, en exposicions tant individuals com col·lectives.
Va realitzar els seus estudis a l'Escola Nacional de Belles arts Prilidiano Pueyredón. Posteriorment, en 1994, va obtenir la beca Kuitca i alguns anys després la beca Foundation for Arts Initiatives. Des de 1994 va començar a exposar de forma individual, ocupant en la majoria de les ocasionis espais a Argentina. A partir de 1996 va començar a participar en exposicions col·lectives a Argentina i en alguns països com Estats Units, Brasil i Espanya, entre d'altres.
En 1999 va fundar i va dirigir la Galeria d'art i centre cultural "Belleza i Felicidad", la qual va estar activa fins a l'any 2008. D'aquesta mateixa galeria es va desprendre un altre espai a la Vila Fiorito, la qual es va inaugurar l'any de 2003. També en aquest barri juntament amb altres artistes visuals, van fundar una Escola Secundària enfocada en l'art com a part d'una forma de portar una pràctica social més activa. Aquest projecte va comptar amb el suport del Fons Nacional de les Arts de l'Argentina.